# Cuvée d'Erpigny
Cuvée d’Erpigny is een Belgisch bier van hoge gisting.
Het bier wordt gebrouwen in Brouwerij Alvinne te Moen.
Het is een amberkleurig bier met een alcoholpercentage van 15,2%. Dit bier werd zes maanden gelagerd op Monbazillac-vaten.